# Жировски Врх Светега Антона
Жировски Врх Светега Антона (словен. Žirovski Vrh Svetega Antona) је насељено место у општини Горења вас-Пољане, Горењска регија, Словенија.

## Историја
До територијалне реорганизације у Словенији био је у саставу старе општине Шкофја Лока.

## Становништво
У попису становништва из 2011. године, Жировски Врх Светега Антона је имао 59 становника.
| Број становника према пописима | Број становника према пописима | Број становника према пописима |
| ------------------------------ | ------------------------------ | ------------------------------ |
| 1991                           | 2002                           | 2011                           |
| 45                             | 47                             | 59                             |

Напомена: Од 1955. до 1994. исказивано под именом Жировски Врх над Горењо васјо.